# Neus Panadell Bringués
Maria Neus Panadell Bringués (nascuda el 3 de juliol de 1956) és una exnedadora catalana, del Club Natació Manresa. Va competir en els 200 metres braça femenins als Jocs Olímpics d'estiu de 1972.